# St. Antonius (Großräschen)

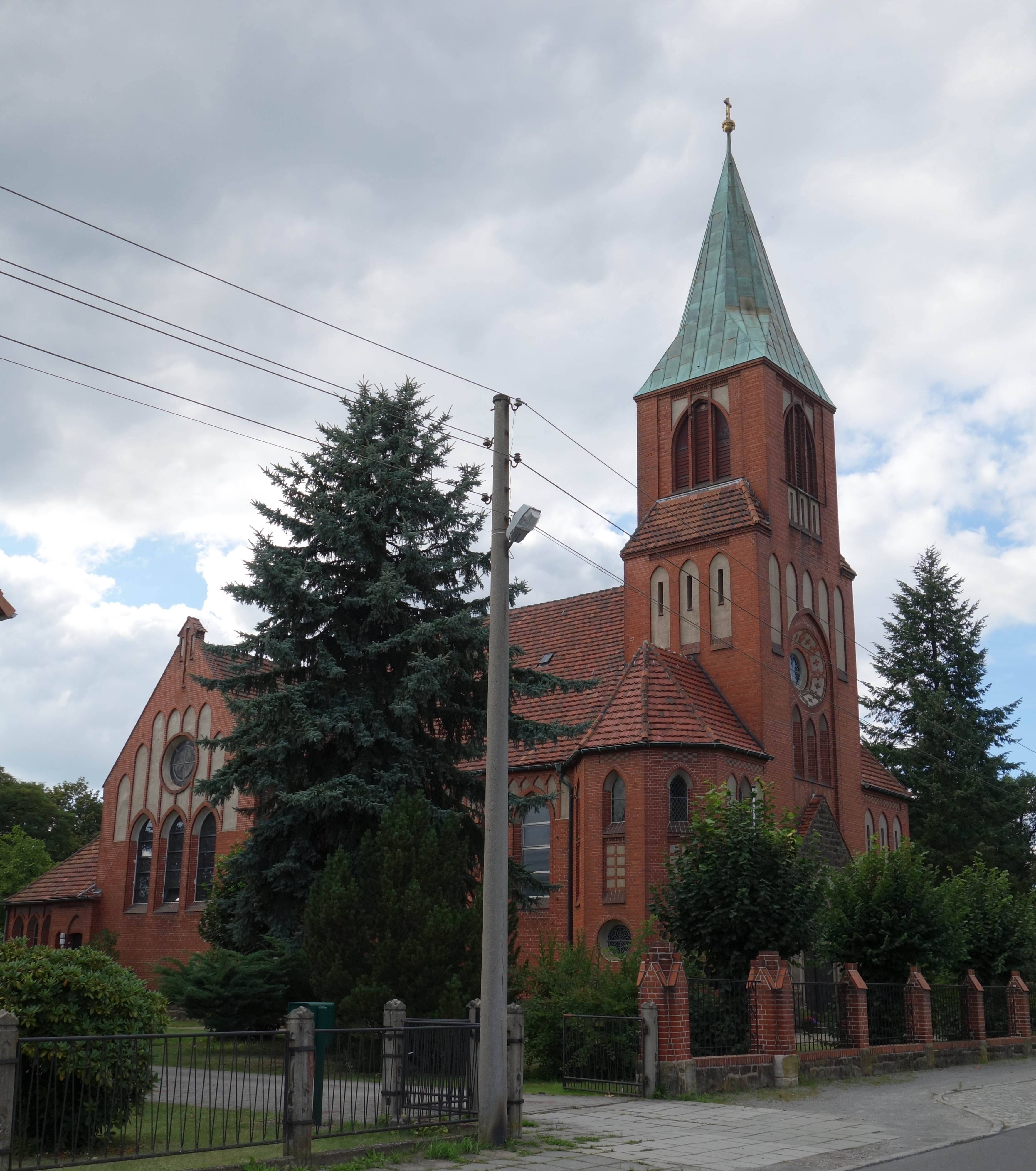
St.-Antonius-Kirche (2016)

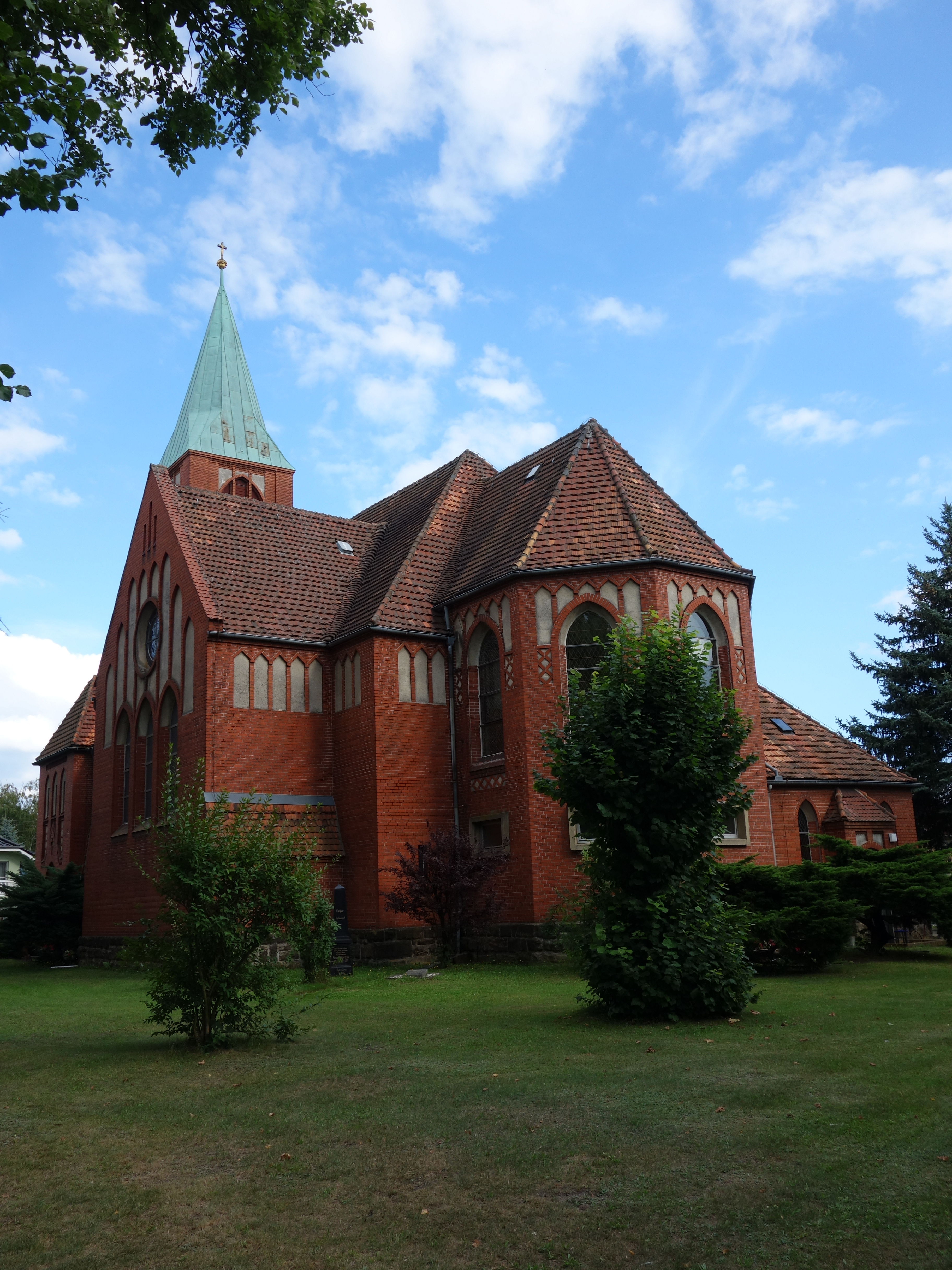
Ansicht von Westen (2016)

St. Antonius ist eine Kirche in der südbrandenburgischen Stadt Großräschen im Landkreis Oberspreewald-Lausitz. Sie ist die Pfarrkirche der römisch-katholischen Pfarrei St. Antonius Großräschen im Dekanat Lübben-Senftenberg des Bistums Görlitz.

## Geschichte

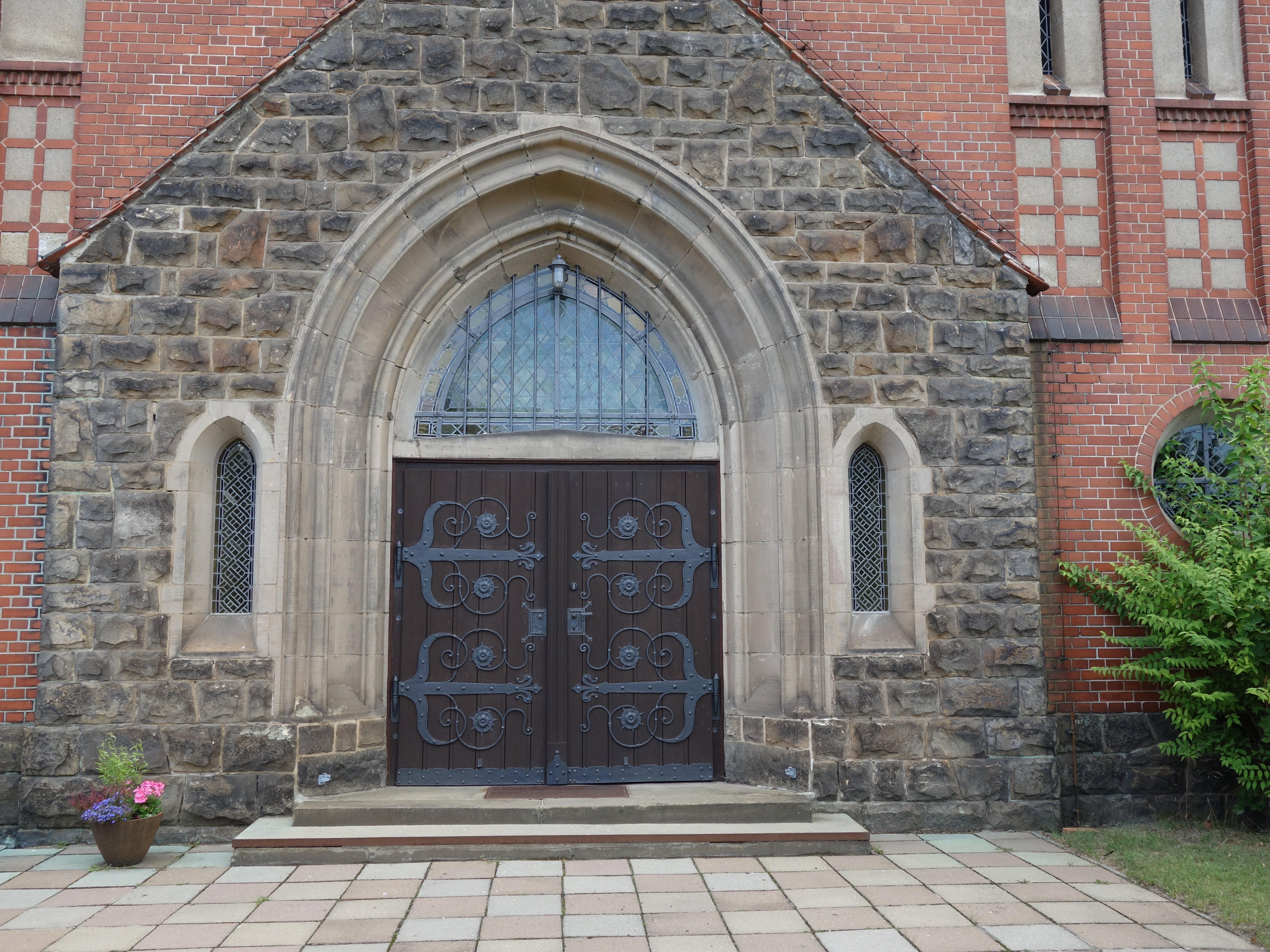
Turmportal (2016)

Durch den Abbau von Braunkohle bei Großräschen und die damit einsetzende Industrialisierung in der Niederlausitz ab der zweiten Hälfte des 19. Jahrhunderts kam es zu einem Bevölkerungsanstieg in Großräschen und den umliegenden Orten. Unter den zugezogenen waren viele Katholiken vor allem aus Polen und Böhmen. Gepfarrt war Großräschen nach Senftenberg. Der erste katholische Gottesdienst nach der Reformation fand in Großräschen am 2. August 1907 im sogenannten Kurmärker am Markt statt. Nachdem 1908 mit Georg Lompa der erste Geistliche angestellt und 1909 das Pfarrhaus gebaut wurde, kam es am 1. Juli 1910 zur Gründung einer eigenen Pfarrkuratie.
Erster Spatenstich und Grundsteinlegung der Kirche waren am 20. Oktober 1912, ein Jahr später am 6. Juli 1913 kam es zur Benediktion der Kirche. Architekt der Kirche war der Leipziger Clemens Lohmer. Im Jahr 1913 erhielt die Kirche drei Bronzeglocken und 1915 eine Orgel der Schweidnitzer Firma Schlag & Söhne. Im Ersten Weltkrieg wurden zwei der drei Glocken eingeschmolzen. Diese wurden im Jahr 1925 durch neue ersetzt.
Am 1. September 1939 wurde der Gebrauch der polnischen Sprache in der Kirche verboten. Im Jahr 1942 wurden erneut zwei Glocken für den Zweiten Weltkrieg eingeschmolzen. Zu DDR-Zeiten – im Jahr 1953 – wurde die Kirche eigenständige Pfarrei. Im selben Jahr begann die Innenrenovation der Kirche. 1956 stiftete ein Ehepaar vier Stahlgussglocken. Diese wurden von Schilling und Söhne in Apolda gegossen.
Nach dem Zweiten Vatikanischen Konzil wurde im Jahr 1972 der Beschluss gefasst, die Kirche entsprechend den Vorgaben des Konzils umzubauen. Der Umbau fand von 1975 bis 1979 nach Plänen des Dresdner Architekten Wolfram Starke und des Dresdner Bildhauers Friedrich Press statt. Die Bauausführung übernahm die Gemeinde. Am 20. Mai 1979 wurde der neue Altar geweiht.
Seit dem Jahr 2003 gehört die Kirche St. Antonius zu den Baudenkmalen in Großräschen.
Zur Pfarrei gehören seit 2010 die Filialkirchen St. Josef in Welzow und St. Maria, Hilfe der Christen in Altdöbern. Die Kapelle Maria Regina Gloriosa in Freienhufen wurde am 4. Mai 2015 profaniert.

## Baubeschreibung
Die Kirche ist im neogotischen Stil aus roten Backsteinen erbaut. Das Kirchengebäude ist 34 Meter lang und 20 Meter breit. Das Kirchenschiff ist innen 11 Meter hoch und der Turm hat eine Höhe von 36 Metern. In der Kirche befinden sich 210 Sitzplätze.

## Ausstattung

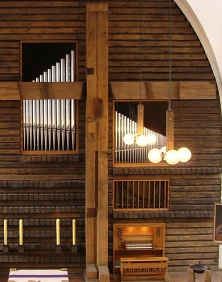
Jehmlich-Orgel

Press und Starke nutzen für die Kirchenumgestaltung einfache Mittel und Materialien, die für die Lausitz typisch sind. Als Material für Altarwand, Empore, Beichtstühle, Kreuzweg, Ambo und Tabernakel wurde gesandeltes Kiefernholz genommen.
An der Rückwand des Kirchenraumes befinden sich eine neu gestaltete Empore und darunter der verglaste Hauptzugang zur Kirche. Durch die Altarwand wurde die Apsis von der Kirche abgetrennt, diese wurde zu einem Oktogon erweitert. Sie wird als Wochentagskapelle mit 26 Sitzplätzen genutzt.
Die farbigen Kirchenfenster stammen aus der Bauzeit der Kirche und wurden von der Firma Quidtmanns gefertigte.

### Altarwand mit Kreuz
Das Thema der hölzernen Altarwand ist Durch das Kreuz zur Auferstehung. Die Altarwand trennt den ursprünglichen Altarraum vom übrigen Kirchengebäude ab. Vor der Wand befindet sich ein acht Meter hohes, zur Korpusfigur gestaltetes Kreuz, das einen auf die Gemeinde zugehender Christus mit einer deutlich sichtbaren Herzwunde darstellt.

### Orgel
Die ursprüngliche Orgel aus dem Jahr 1915 von Schlag & Söhne wurden bei der Kirchenumgestaltung in den 1970er Jahren durch eine Jehmlich-Orgel (Opus 986) ersetzt. Die Orgel befindet sich hinter der Altarwand mit dem personifizierten Christus. Sie wurde am 10. September 1978 geweiht. Im Jahr 1996 wurde sie generalüberholt und um eine Posaune 16′ im Pedalwerk erweitert. Die Klanggestalt orientiert sich an den barocken Orgeln Nord- und Mitteldeutschlands. Im August 2003 erweiterte man die Orgel um vier Register. Das mechanische Schleifladen-Instrument hat 19 Register auf zwei Manualen und Pedal.
Seit 1998 finden jeweils am ersten Donnerstag zwischen Mai und Oktober Orgelkonzerte in St. Antonius statt.
| I Hauptwerk C–g3 |        |   |
| Rohrflöte        | 8′     |   |
| Weidenpfeife     | 8′     | N |
| Prinzipal        | 4′     |   |
| Spitzflöte       | 4′     |   |
| Quinte           | 2 ⁄3′  | N |
| Waldflöte        | 2′     |   |
| Terz             | 1 3⁄5′ | N |
| Mixtur IV        |        |   |
| Trompete         | 8′     | N |
| Tremulant        |        |   |

| II Brustschwellwerk C–g3 |       |
| Gedackt                  | 8′    |
| Spillpfeife              | 4′    |
| Prinzipal                | 2′    |
| Quinte                   | 1 ⁄3′ |
| Zimbel III               |       |
| Krummhorn                | 8′    |
| Tremulant                |       |

| Pedal C–f1     |     |   |
| Subbaß         | 16′ |   |
| Prinzipalflöte | 8′  |   |
| Choralbaß II   | 4′  |   |
| Posaune        | 16′ | N |

- Koppeln: II/I, I/P, II/P
- Anmerkung:

N = nachträglich hinzugefügtes Register

### Beichtstühle und Kreuzweg
In den Seitengängen befinden sich die Beichtstühle und der Kreuzweg. Die 14 Stationen des Kreuzweges sind links und rechts der beiden Beichtstühle in vier Gruppen gestaltet. Die einzelnen Szenen sind durch eine stilisierte Gestaltung hervorgehoben. Der Kreuzweg wurde am 8. März 1987 eingeweiht.

## Außengestaltung
An den Außenwänden der Kirche befinden sich das Grab des Kurators Lompa und des Erzpriesters Krieschker. Auf dessen Grab ist das ehemalige Turmkreuz der Kirche aufgesetzt.
An der äußeren Südwand stehen Plastiken der heiligen Barbara und des Namenspatrons der Kirche des Antonius von Padua. Die Barbaraplastik ist eine Stahlabguss von Heinrich Moshage. Die Plastik des Heiligen Antonius wurde von Richard Adolf Zutt aus Klinkerkeramik geschaffen.